# Poul Larsen (ingeniør)
 Der er flere personer med dette navn, se Poul Larsen.
Poul Sehested Harald Larsen (født 21. marts 1859 i Flensborg, død 10. maj 1935 i København) var en dansk ingeniør og industrileder, der sammen med Alexander Foss var den ledende kraft i opbygningen af F.L. Smidth-koncernen. Han var far til trafikminister Gunnar Larsen og morfar til erhvervsadvokaten Christian Kjær samt Christian og Niels Arnstedt.

## Baggrund og uddannelse
Hans forældre var premierløjtnant, senere kaptajn i infanteriet Harald Larsen (1828-1900) og Birgitte Sofie Elisabeth Sehested (1824-1902, barnebarn af stiftamtmand Niels Sehested). Han blev født i Flensborg, men familien flyttede efter krigen i 1864 til Fredericia. I 1875-76 var han i lære på C.F. Lunds Maskinfabrik i København og bestod i 1877 polyteknisk adgangseksamen. I 1882 blev Poul Larsen civilingeniør fra maskiningeniør-linjen på Polyteknisk Læreanstalt og blev ansat på tegnestuen ved R. Koefoeds Maskinfabrik i København. Året efter rejste han til Skotland, hvor han blev maskinkonstruktør hos Miller & Co. i Coatbridge.

## F. L. Smidth
I juli 1884 kom han som maskinkonstruktør til Frederik Læssøe Smidths nystiftede ingeniørfirma, der projekterede møllerier og teglværker. Firmaet var kun to år gammelt og forholdene var meget beskedne og primitive. Året efter blev Alexander Foss på Poul Larsens anbefaling ansat, og i 1887 blev de begge partnere i firmaet.
F. L. Smidth var i begyndelsen specialiseret i bygning af teglværker og ekspanderede i de nordiske lande, Nordtyskland og Rusland. Gennem teglværksindustrien kom firmaet naturligt ind i den nye cementindustri og begyndte fra 1888 at bygge cementfabrikker for andre virksomheder. I 1890 opførte de selv Aalborg Portland Cementfabrik, som var Danmarks første cementfabrik. Firmaet ekspanderede hastigt og oprettede 1893-95 kontorer i London, Paris, Sankt Petersborg og New York. Poul Larsen stod i denne fase for kontakten til de engelsksprogede lande.
I 1898 byggede firmaet en stor maskinfabrik i Valby og opførte derefter egne fabrikker i USA, Storbritannien, Tyskland og Estland. Efter Frederik Læssøe Smidths død i 1899 overtog Foss og Larsen virksomheden. Under 1. verdenskrig blev Foss så engageret i erhvervspolitisk arbejde, at det blev Larsen, der reelt kom til at lede koncernen, og ved udgangen af 1923 trådte Foss formelt ud af firmaets ledelse. Derefter var Poul Larsen både administrerende direktør og bestyrelsesformand. Fra begyndelsen af 1920'erne opkøbte koncernen cementfabrikker i Norge, Estland, Tyskland, Egypten, Portugal, Syrien, Irland og USA, og da cementindustrien i de følgende år ekspanderede i hele verden, voksede firmaets afsætning hurtigt. I 1935 efterfulgte Gunnar Larsen sin far som koncernchef.

## Tillidshverv og æresbevisninger
Larsen var formand for Dansk Ingeniørforening 1930–32 og bestyrelsesformand for Nordiske Kabel- og Traadfabrikker fra 1923, og Société de Ciment Portland Helouan fra 1929. Desuden var han medlem af bestyrelsen for Dansk Aktieselskab Siemens-Schuckert 1904–19, Hedehus-Teglværket 1906 (senere formand for bestyrelsen), Skandinavisk Eternit 1906-34, Frederiksberg Jernstøberi og Maskinfabrik 1907–28, Kjøbenhavns Handelsbank fra 1911, Sadolin & Holmblad fra 1914 (formand fra 1926), Helsingør Jernskibs- og Maskinbyggeri 1912–13, ØK 1923–31 og Société Anonyme des Ciments d'Anatolie fra 1929. I 1920–29 var Larsen formand for Flensborgsamfundet. Ved Polyteknisk Læreanstalts 100-års fest 1929 udnævntes Larsen til æresdoktor.
I 1907 stiftede han sammen med Foss Frederik Smidths legat for Polyteknikere og 1923 Ingeniørerne Alexander Foss' og Poul Larsenss legat til Opmuntring for og Understøttelse af polyteknisk Studerende.
Poul Larsen blev Ridder af Dannebrog 1919, Dannebrogsmand 1927 og Kommandør af 2. grad 1929.
Han er begravet på Vestre Kirkegård.

## Familie
- Gift 1. gang 15. oktober 1886 på Frederiksberg med Emilie Pauline Lotz (2. januar 1864 på Ussinggård ved Horsens – 29. januar 1925 i København), datter af proprietær Martin Frederik Vilhelm Lotz (1810-1885) og Caroline Amelie Rønne (1834-1868).

- Gift 2. gang 21. februar 1926 på Frederiksberg med Emmy Louise Sthyr (25. april 1877 i Alslev ved Varde – 15. juli 1951 i Saunte), datter af professor, senere biskop Hans Valdemar Sthyr (1838-1905) og Sophie L.E. Lillienskiold (1855-1888).

Børn:
- Paula "Momo" Larsen (19. oktober 1887 – 3. september 1982) oo kaptajn Axel Nissen til Serridslevgård
- Johanne "Auntie" Larsen (17. januar 1889 i København – 2. maj 1974) oo diplomaten Niels Peter Arnstedt
- Knud Harald Larsen (30. april 1892 – 3. marts 1971)
- Ivar Edvard Larsen (23. september 1894 – 6. december 1895)
- Axel Gunnar Larsen (10. januar 1902 – 1. februar 1973)
- Karen-Elisabeth "Karen Lis" Larsen (27. marts 1904 på Frederiksberg – 28. maj 1983) oo kirurg Svend Tage Eskild Kjær

## Gengivelser
Portrætmaleri af Laurits Tuxen 1910 (FLSmidth). Skitse af Ludvig Find, maleri af samme 1930, 1932 (Det Nationalhistoriske Museum på Frederiksborg Slot). Maleri af Oscar Matthiesen 1932 (Ingeniørforeningen i Danmark). Tegning af Otto Christensen 1934 og af Ivan Opffer. Maleri af August Tørsleff 1955 (FLSmidth). Fotografier.